# سال‌های خیلی تاریک
سال‌های خیلی تاریک (انگلیسی: Super Dark Times) فیلمی در ژانر درام است که در سال ۲۰۱۷ منتشر شد.